# Yaoundé
Yaoundé (in italiano Iaundé; Jaunde in tedesco; chiamata in dialetto beti Ongola, ossia «la città dei sette colli») è la capitale del Camerun e, con una popolazione stimata di 1 676 588 abitanti (2008), la seconda città più importante del paese sotto il profilo sia demografico sia economico (dopo Douala). L'area metropolitana di Yaoundé ha 4 509 000 abitanti al 2023. La longitudine di Yaoundé è approssimativamente la stessa di Bologna.

## Geografia fisica

### Territorio
Yaoundé è situata su un altopiano nella parte meridionale del paese, a una quota variabile tra 720 e 800 metri sul livello del mare. Non lontano, a settentrione della città, si ergono i monti Mbam Minkom (1 295 m) e il monte Nkolodom (1 221 m), mentre a sudest si eleva il monte Eloumden (1 159 m). Numerosi torrenti e fiumi di mediocre portata (fra cui il Mfoundi, il Biemé e il Mefou) attraversano la città o passano nelle sue immediate vicinanze. Non lontano dal centro di Yaoundé si estende anche un lago di modeste dimensioni (Lac central). Come accade in altre metropoli africane, i quartieri più periferici, costruiti senza seguire un preciso piano regolatore, penetrano nelle savane e nelle boscaglie che circondano la città.

### Clima
Il clima di Yaoundé è di tipo tropicale della savana (Aw secondo la classificazione dei climi di Köppen), mitigato dall'altezza della città (oltre 700 m s.l.m.) e contraddistinto da temperature elevate ma non tanto quanto quelle che si registrano nei bassopiani.
La temperatura media annua si aggira attorno ai 23 °C e presenta delle variazioni termiche stagionali modeste (la temperatura media del mese più caldo, febbraio, è di 24,4 °C, mentre quella dei mesi più freddi, luglio e agosto, è di 22,1 °C).
Le precipitazioni sono discretamente abbondanti (circa 1 600 mm su base annua), con un regime pluviometrico che vede massimi precipitativi nei periodi marzo-giugno e settembre-novembre (in corrispondenza del passaggio della ITCZ). e due minimi annui, uno piuttosto marcato nei tre mesi invernali (dicembre-febbraio) e un secondo, meno marcato, in luglio e agosto.

## Storia
Yaoundé venne fondata il 30 novembre 1889 da alcuni colonizzatori tedeschi e si sviluppò negli anni successivi grazie alla presenza in zona di un gruppo di commercianti provenienti dalla Germania e attratti dai lauti guadagni legati all'esportazione dell'avorio.
La cittadina, alla vigilia della prima guerra mondiale, aveva tuttavia dimensioni molto modeste, non raggiungendo neppure i 10 000 abitanti. A seguito degli accordi di pace di Parigi Yaoundé passò, con la maggior parte del Camerun, dalla Germania alla Francia sotto forma di Mandato (la parte nord occidentale della colonia fu assegnata invece al Regno Unito).
Nel 1922 divenne capitale del Camerun francese, rango che conservò dopo l'indipendenza del paese (1960) e dopo l'unione, in un solo Stato, di questo con la parte meridionale dell'ex Camerun britannico (1961).

## Società

### Evoluzione demografica
Modesto centro coloniale di poche migliaia di abitanti durante la dominazione tedesca, conclusasi formalmente nel 1920, Yaoundé iniziò ad acquistare connotazioni propriamente urbane solo dopo essere divenuta, nel 1922, capitale del Mandato francese del Camerun. Fra gli anni venti e trenta del Novecento la città conobbe un tasso di sviluppo moderato che la portò a raggiungere, nel 1938, alla vigilia della seconda guerra mondiale, i 25 000 abitanti. Nella seconda metà degli anni cinquanta del Novecento, con la crisi della produzione del cacao e del porto di Douala, Yaoundé iniziò a espandersi con maggiore rapidità, raggiungendo nel 1961, un anno dopo l'indipendenza del Camerun, i 58 000 abitanti. Secondo i dati del censimento del 1976 la città aveva superato i 313 000 abitanti che si raddoppiarono una decina di anni più tardi (649 000 circa al censimento del 1987). Secondo le ultime stime (2008) la popolazione di Yaoundé ascende attualmente a 1 676 588 abitanti.

## Economia
Le industrie comprendono sigarette, prodotti caseari, manufatti in argilla e in vetro e legname. Yaoundé è un centro regionale per caffè, cacao, copra, canna da zucchero e gomma.
Il 20 luglio 1963 vi è stata firmata la Convenzione di Yaoundé tra i Paesi della CEE e quelli della SAMA.

## Cultura
La città è sede dell'Università di Yaoundé, progettata dall'architetto Michel Ecochard. Le lingue ufficiali del Cameron sono l'inglese, il francese e almeno 24 gruppi linguistici africani parlati regolarmente. La religione più diffusa è il cristianesimo (70%), seguita dall'islam (21%) e da un sistema di credenze arcaiche autoctone e millenarie (6%).

## Amministrazione
La città è anche il capoluogo del dipartimento di Mfoundi e della regione del Centro; è suddivisa in sei arrondissement, contraddistinti da un numero progressivo.

### Gemellaggi
- Udine, dal 2008
- Shenyang